# 第86回アカデミー賞
第86回アカデミー賞（だい86かいアカデミーしょう）は、映画芸術科学アカデミー（AMPAS）が主催する賞であり、2013年の映画を対象とし、2014年3月2日にカリフォルニア州ロサンゼルス市ハリウッドのドルビー・シアターで授賞式が行われた。司会は2007年の第79回授賞式以来2度目となるエレン・デジェネレスが務めた。
例年は2月最終日曜日に行われるが、この年はソチオリンピック中継（NBC）に配慮して4年ぶりに3月開催となる。
ABCは今回アカデミー賞史上初めて、授賞式をライブストリーミング中継した。

## 受賞とノミネートの一覧
2014年1月16日にカリフォルニア州ビバリーヒルズのサミュエル・ゴールドウィン・シアターでアカデミー会長のシェリル・ブーン・アイザックスと俳優のクリス・ヘムズワースによってノミネートが発表された。

### 結果

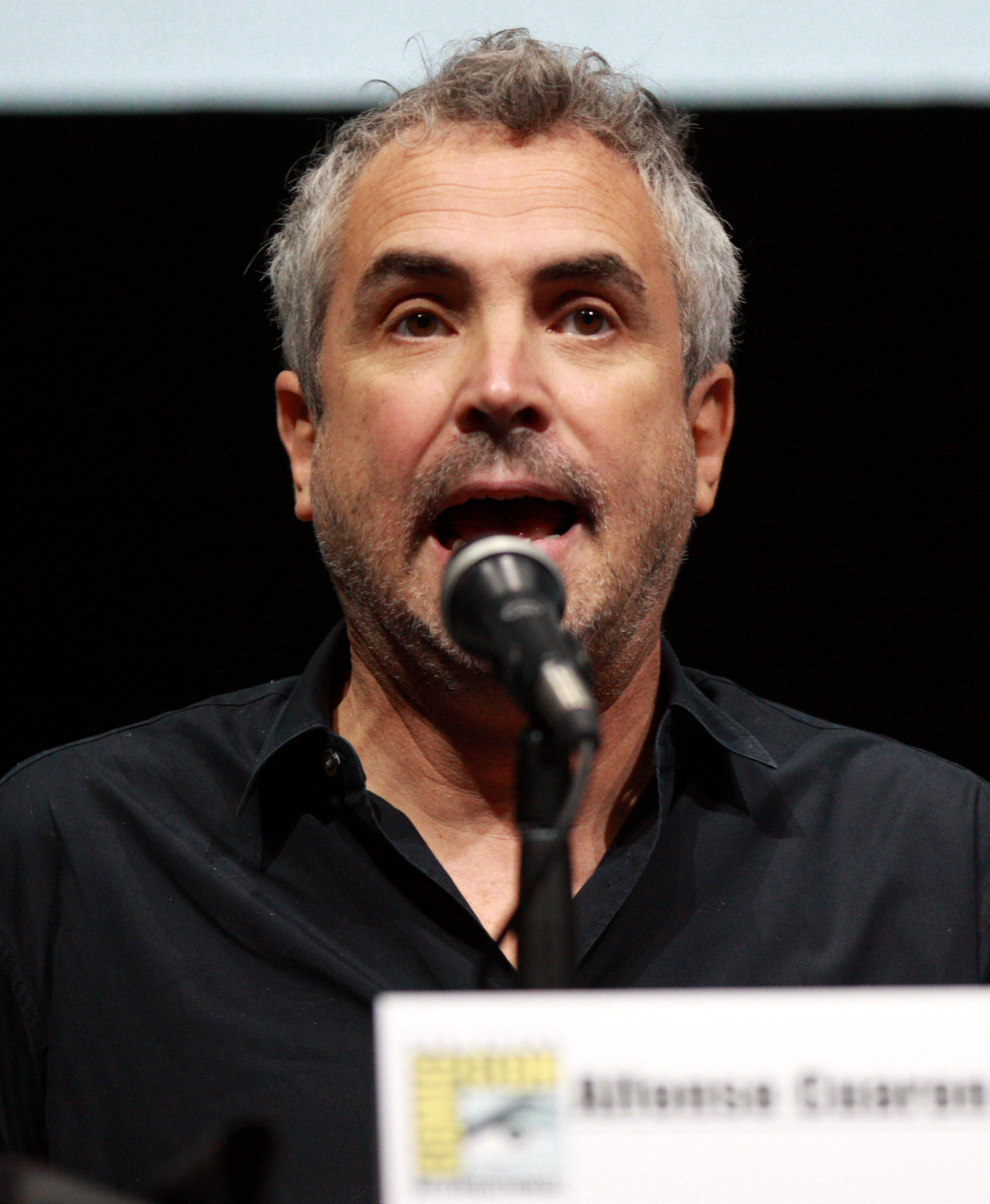
監督賞、編集賞を受賞したアルフォンソ・キュアロン

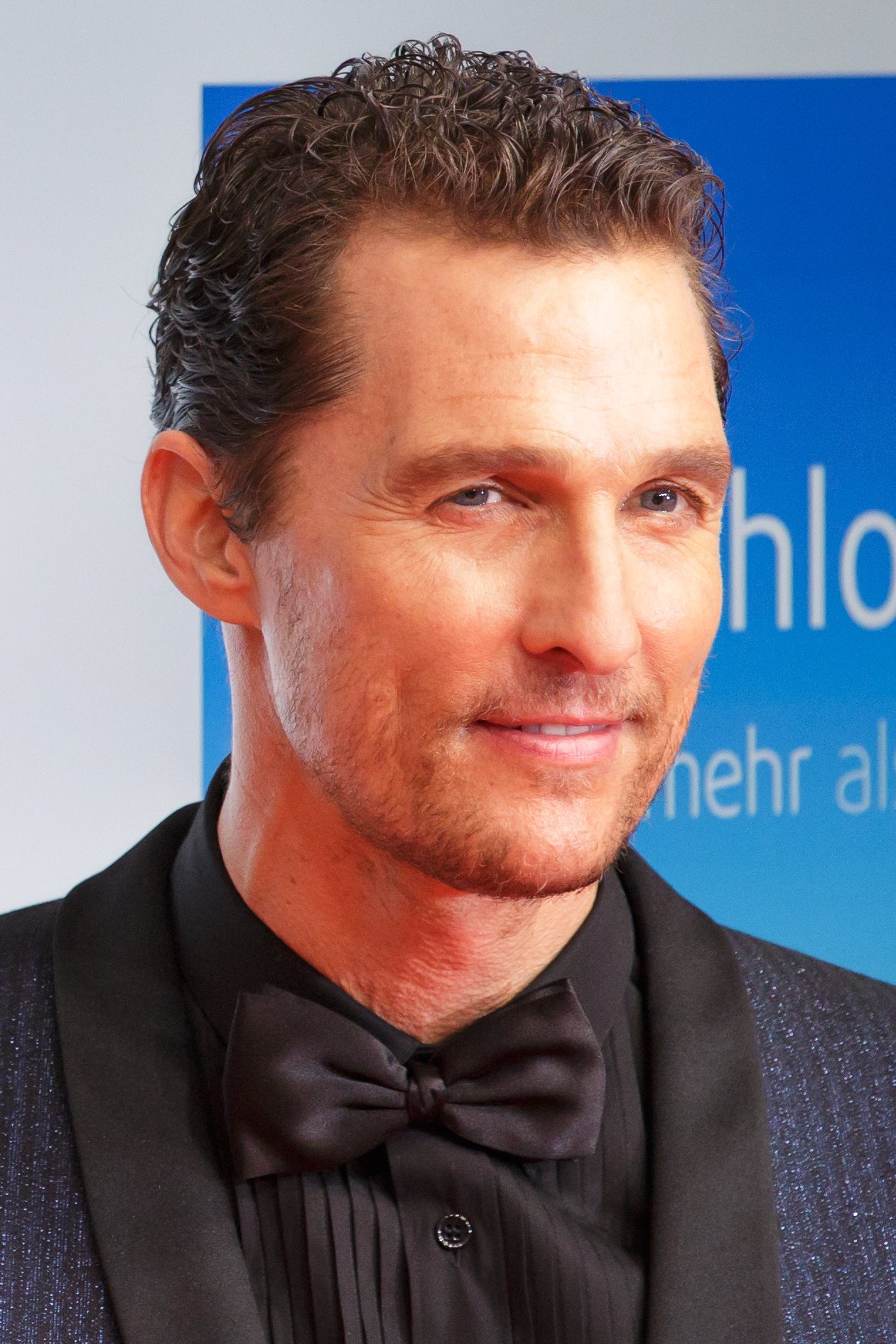
主演男優賞を受賞したマシュー・マコノヒー

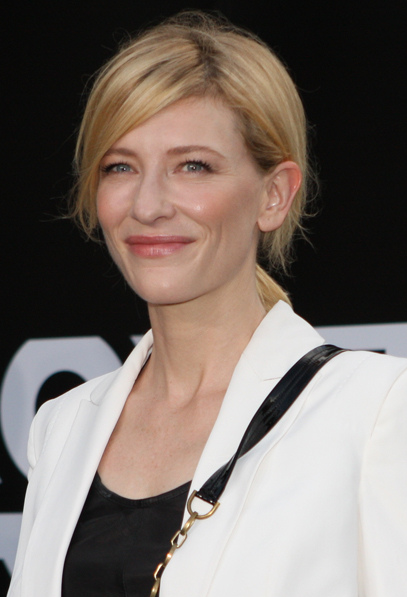
主演女優賞を受賞したケイト・ブランシェット

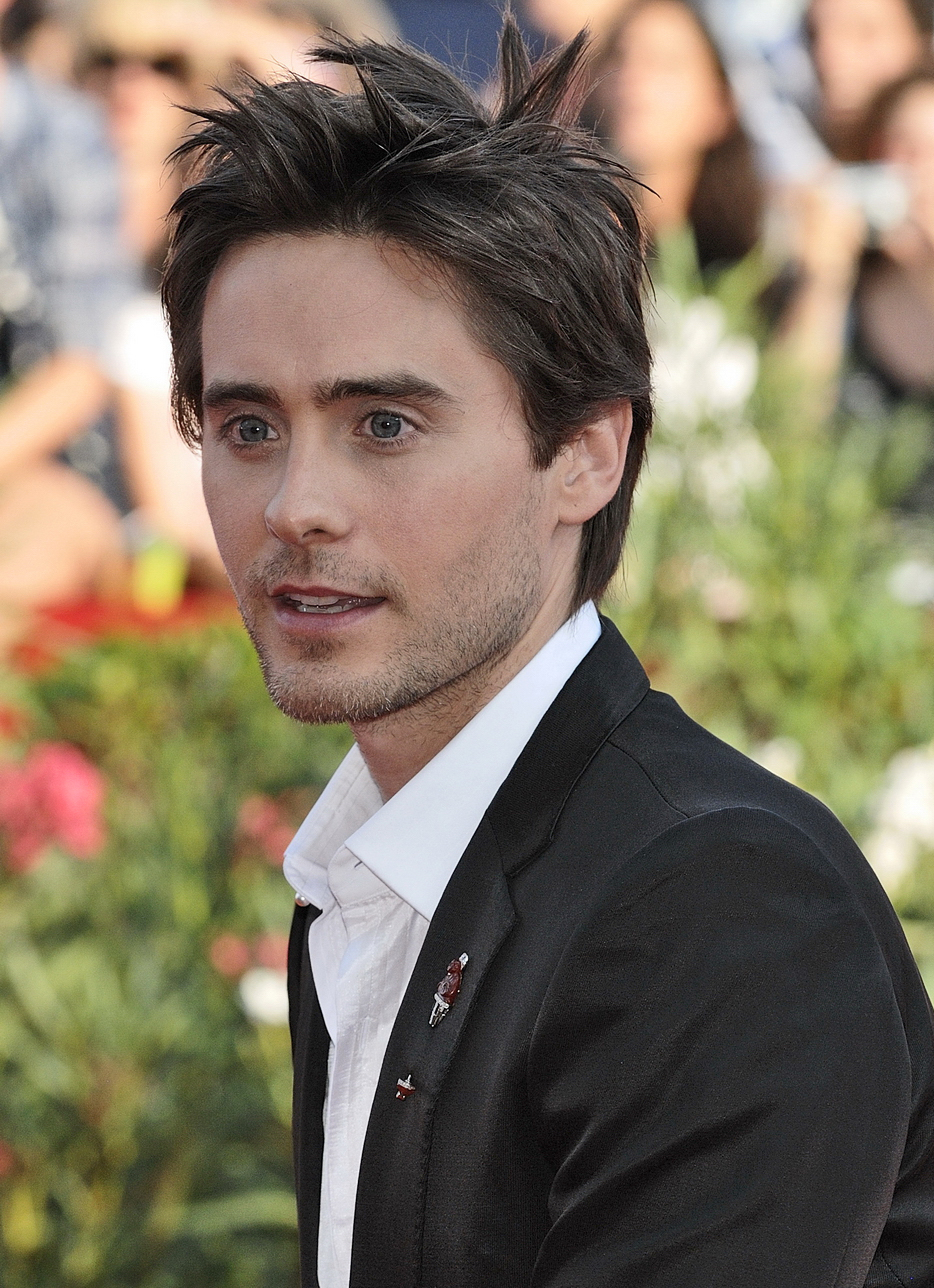
助演男優賞を受賞したジャレッド・レト

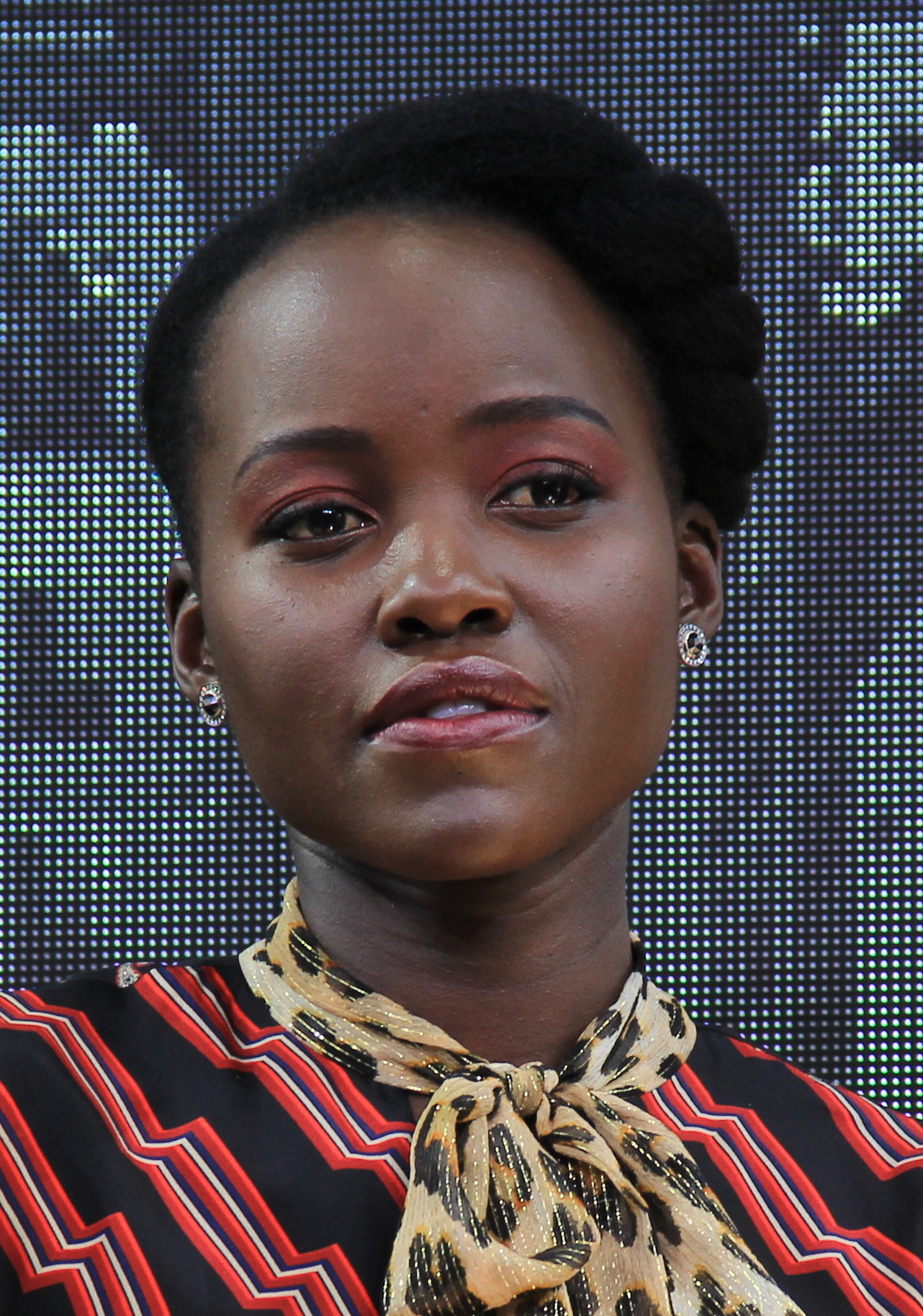
助演女優賞を受賞したルピタ・ニョンゴ

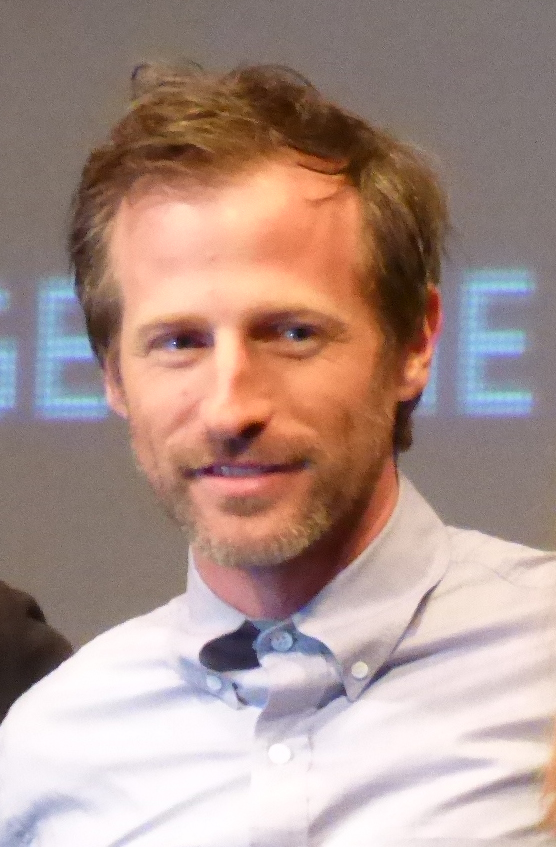
脚本賞を受賞したスパイク・ジョーンズ

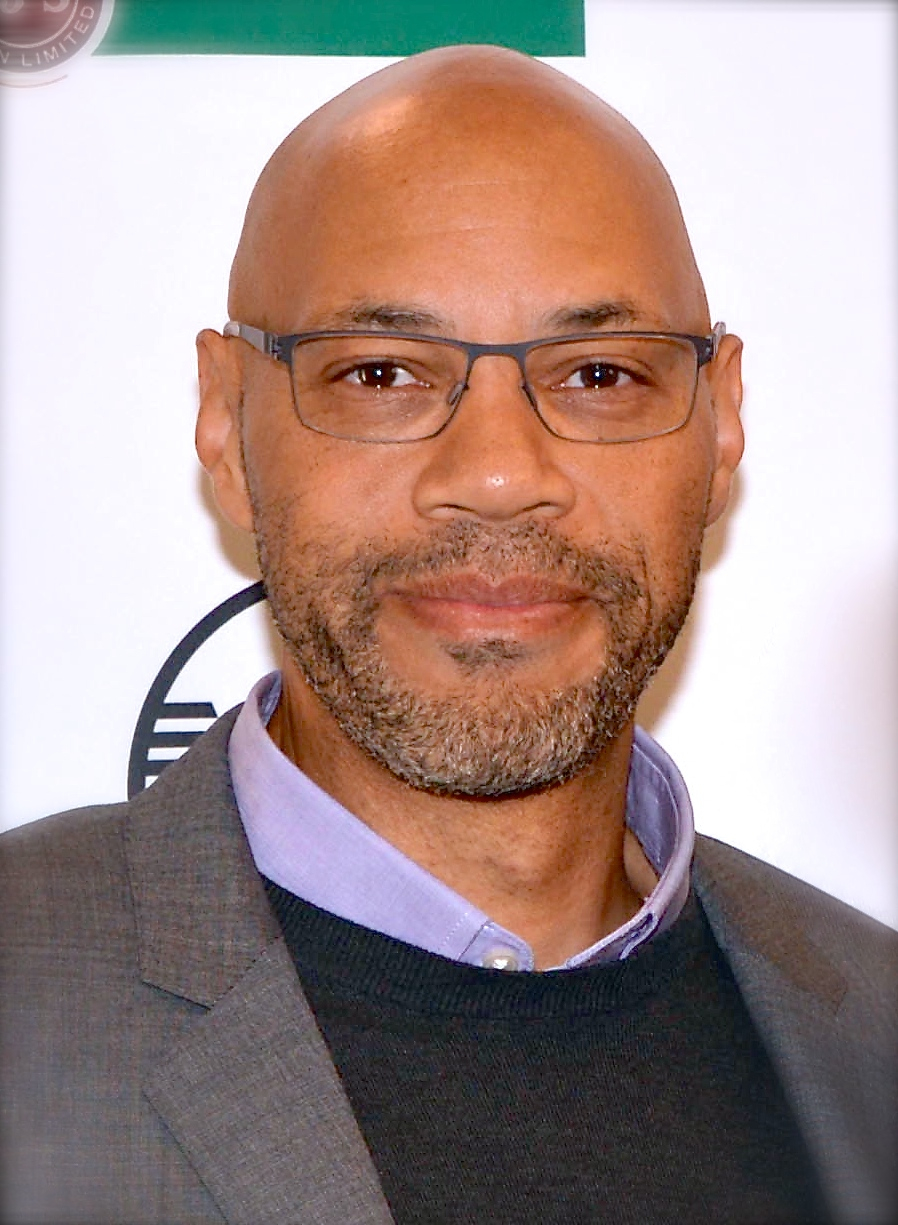
脚色賞を受賞したジョン・リドリー

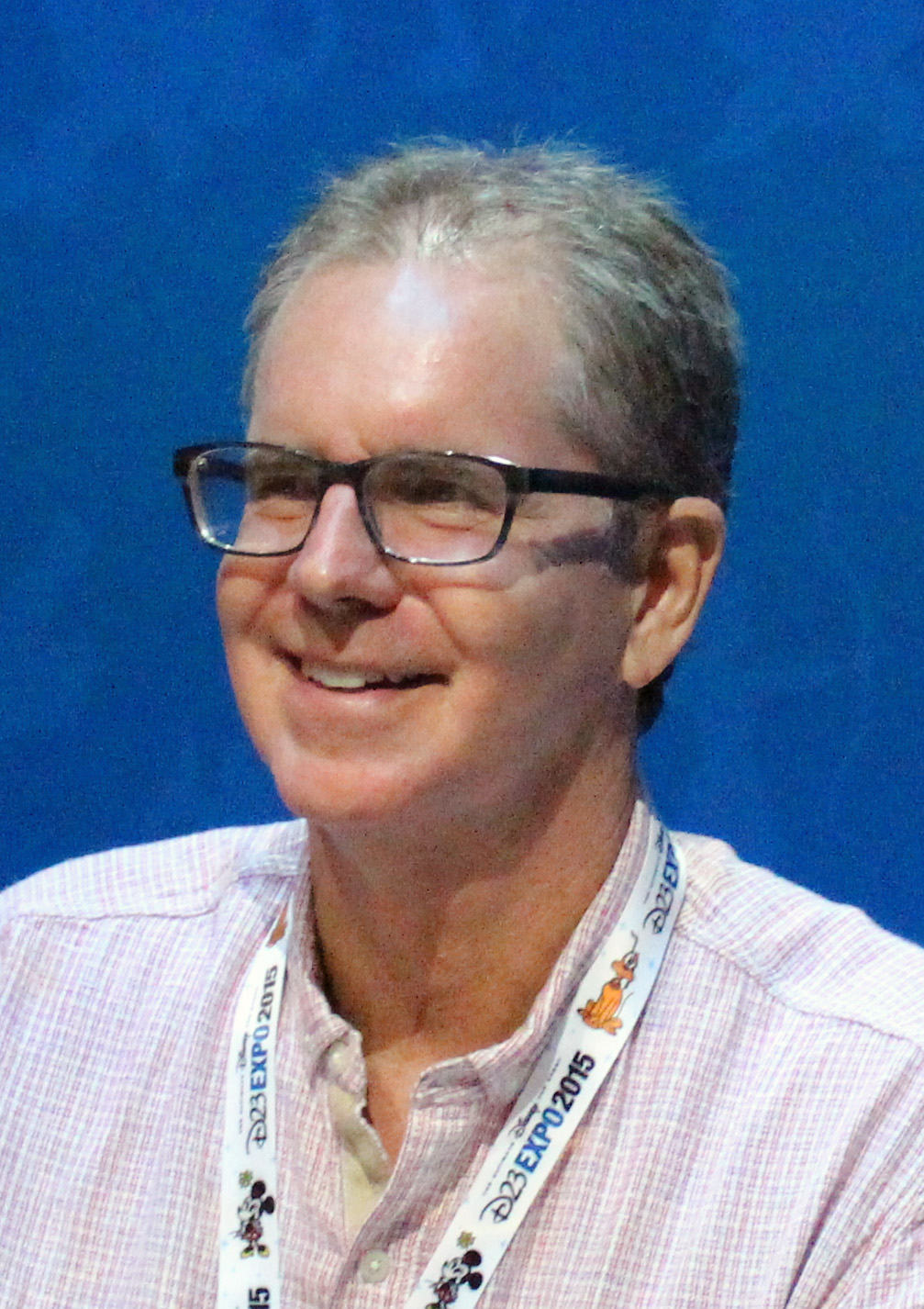
長編アニメ映画賞を受賞したクリス・バック

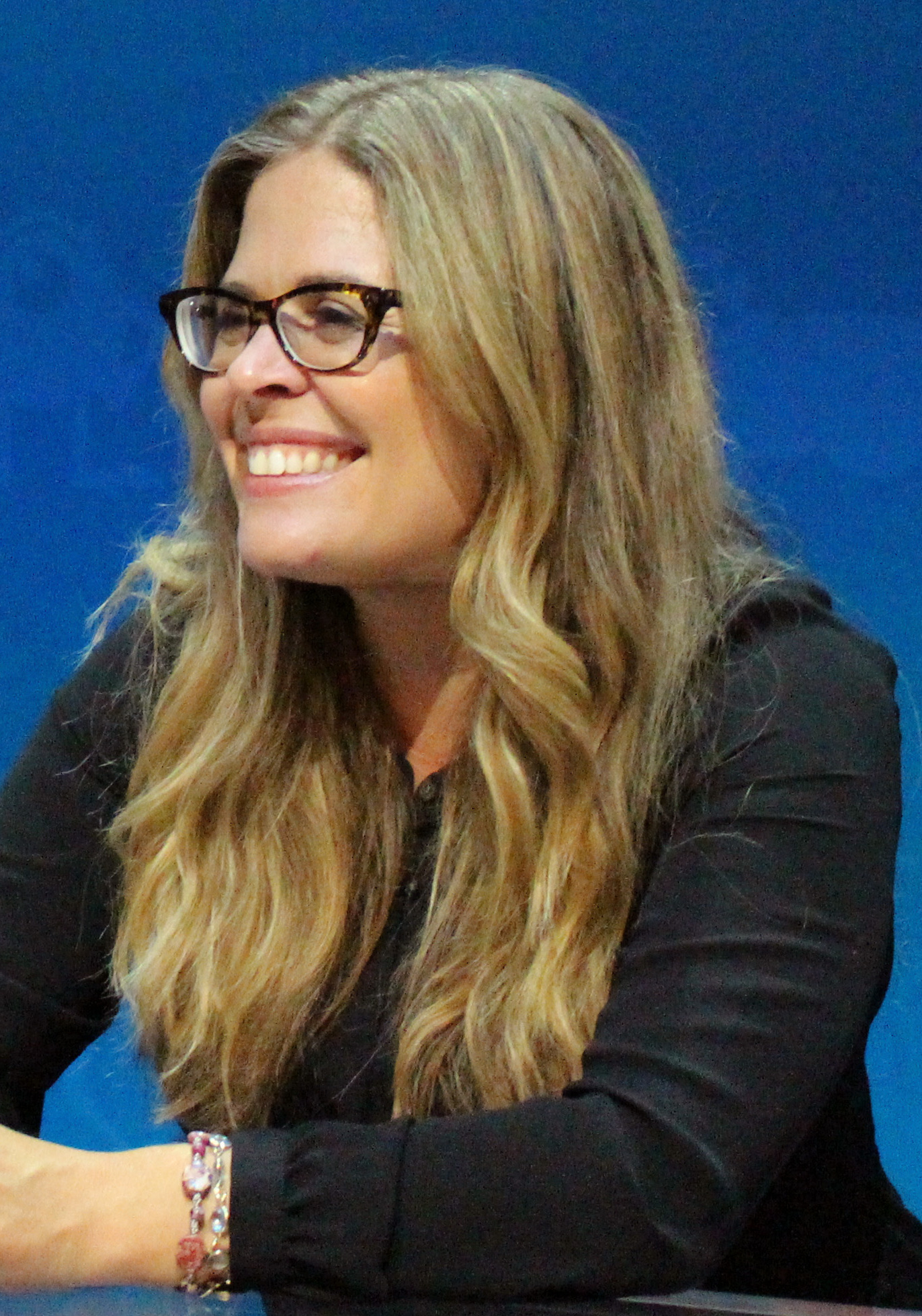
長編アニメ映画賞を受賞したジェニファー・リー

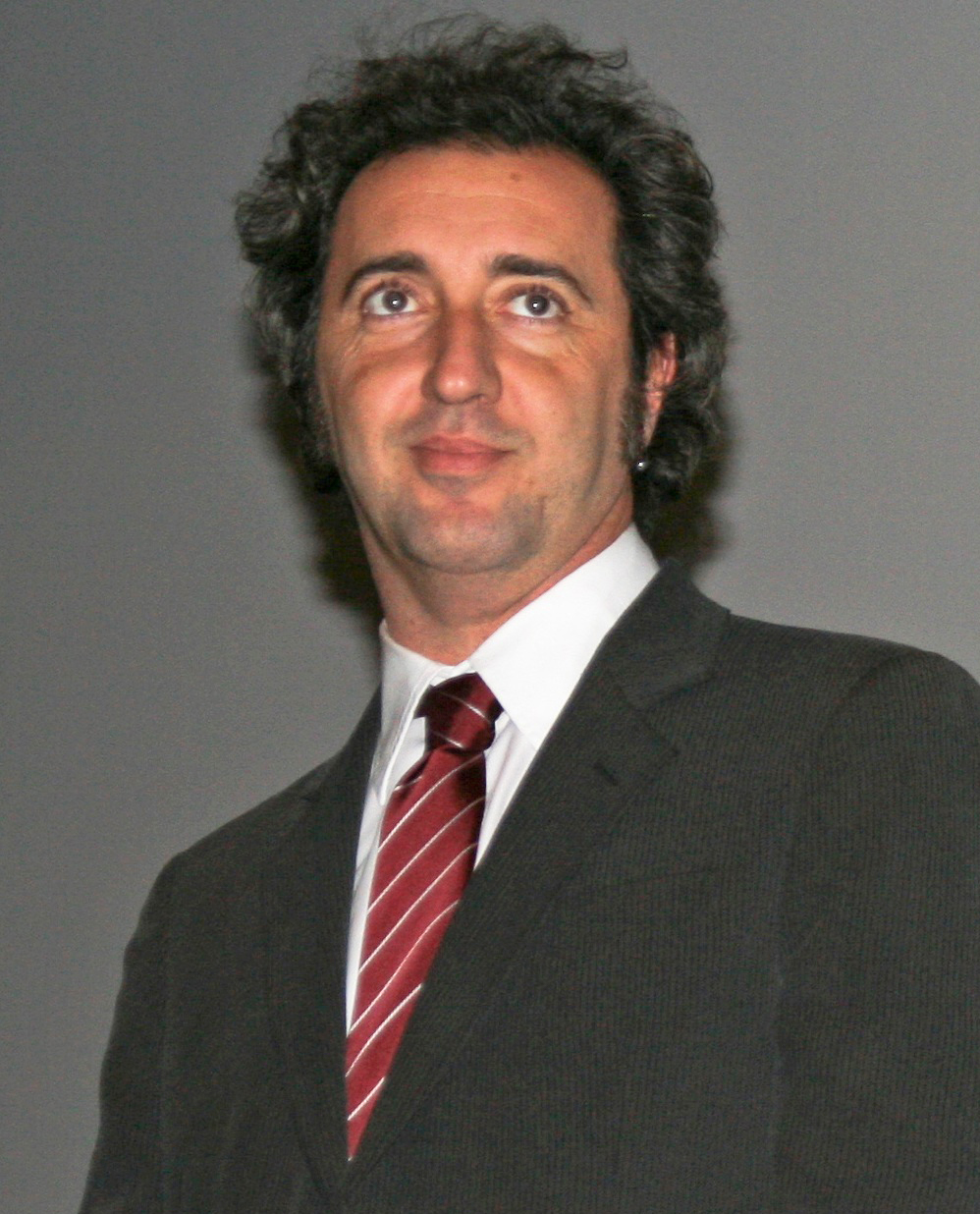
外国語映画賞を受賞したパオロ・ソレンティーノ

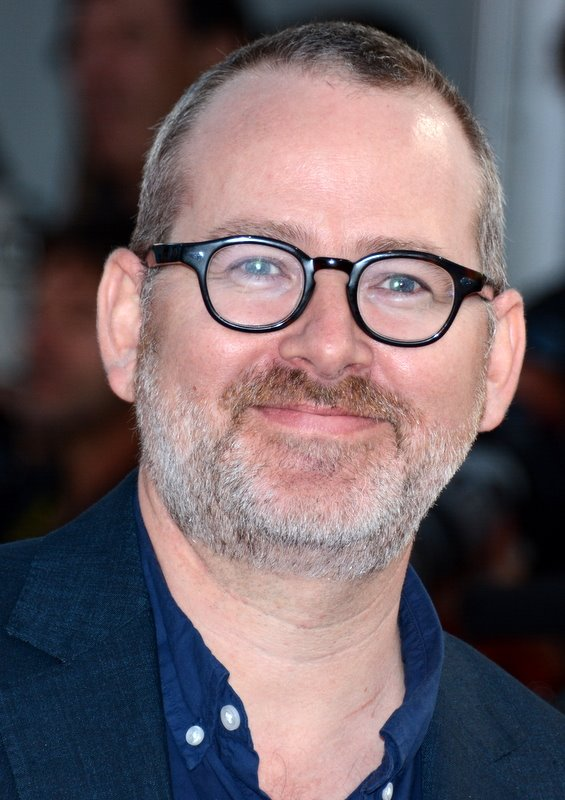
長編ドキュメンタリー映画賞を受賞したモーガン・ネヴィル

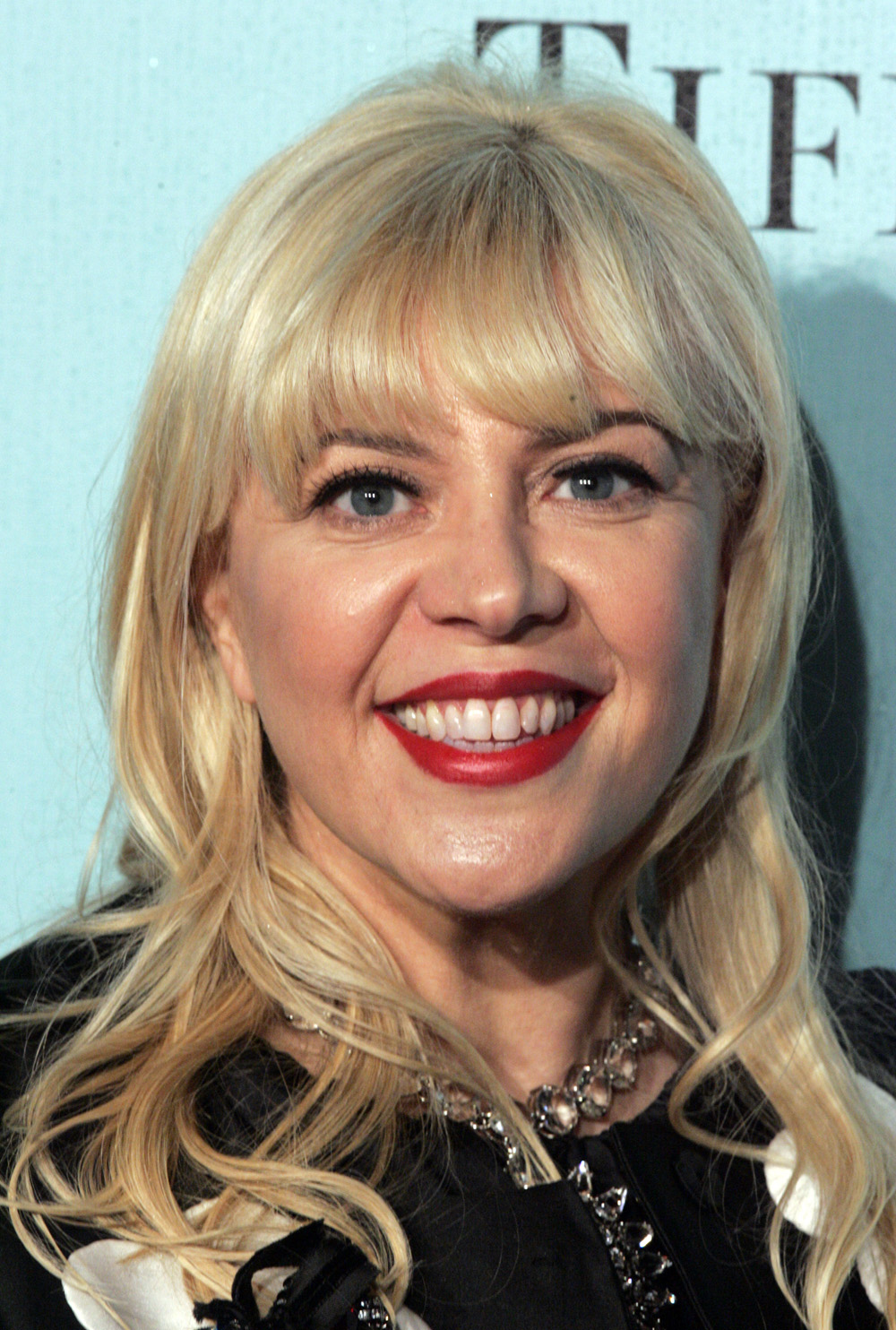
美術賞、衣裳デザイン賞を受賞したキャサリン・マーティン

受賞者は各項目最上段に太字でダブルダガー () 付きのものである。
| 作品賞 | 監督賞 |
| --- | --- |
| - 『それでも夜は明ける』 - ブラッド・ピット、デデ・ガードナー、ジェレミー・クライナー、スティーヴ・マックイーン、アンソニー・カタガス - 『アメリカン・ハッスル』 - チャールズ・ローヴェン、リチャード・サックル、ミーガン・エリソン、ジョナサン・ゴードン - 『キャプテン・フィリップス』 - スコット・ルーディン、デイナ・ブルネッティ、マイケル・デ・ルカ - 『ダラス・バイヤーズクラブ』 - ロビー・ブレナー、レイチェル・ウィンター - 『ゼロ・グラビティ』 - アルフォンソ・キュアロン、デヴィッド・ハイマン - 『her/世界でひとつの彼女』 - ミーガン・エリソン、スパイク・ジョーンズ、ヴィンセント・ランディ - 『ネブラスカ ふたつの心をつなぐ旅』 - アルバート・バーガー、ロン・イェルザ - 『あなたを抱きしめる日まで』 - ガブリエル・ターナ、スティーヴ・クーガン、トレイシー・シーウォード - 『ウルフ・オブ・ウォールストリート』 - マーティン・スコセッシ、レオナルド・ディカプリオ、ジョーイ・マクファーランド、エマ・ティリンジャー・コスコフ | - アルフォンソ・キュアロン - 『ゼロ・グラビティ』 - スティーヴ・マックイーン - 『それでも夜は明ける』 - アレクサンダー・ペイン - 『ネブラスカ ふたつの心をつなぐ旅』 - デヴィッド・O・ラッセル - 『アメリカン・ハッスル』 - マーティン・スコセッシ - 『ウルフ・オブ・ウォールストリート』 |
| 主演男優賞 | 主演女優賞 |
| - マシュー・マコノヒー - 『ダラス・バイヤーズクラブ』 - ロン・ウッドルーフ役 - クリスチャン・ベール - 『アメリカン・ハッスル』 - アーヴィング・ローゼンフェルド役 - ブルース・ダーン - 『ネブラスカ ふたつの心をつなぐ旅』 - ウディ・グラント役 - レオナルド・ディカプリオ - 『ウルフ・オブ・ウォールストリート』 - ジョーダン・ベルフォート役 - キウェテル・イジョフォー - 『それでも夜は明ける』 - ソロモン・ノーサップ役 | - ケイト・ブランシェット - 『ブルージャスミン』 - ジャネット・"ジャスミン"・フランシス役 - エイミー・アダムス - 『アメリカン・ハッスル』 - エディス・グリーンズリー / シドニー・プロッサー役 - サンドラ・ブロック - 『ゼロ・グラビティ』 - ライアン・ストーン博士役 - ジュディ・デンチ - 『あなたを抱きしめる日まで』 - フィロミーナ・リー役 - メリル・ストリープ - 『8月の家族たち』 - ヴァイオレット・ウェストン役 |
| 助演男優賞 | 助演女優賞 |
| - ジャレッド・レト - 『ダラス・バイヤーズクラブ』 - レイヨン役 - バーカッド・アブディ - 『キャプテン・フィリップス』 - アブディワリ・ムセ役 - ブラッドリー・クーパー - 『アメリカン・ハッスル』 - リッチー・ディマソ役 - マイケル・ファスベンダー - 『それでも夜は明ける』 - エドウィン・エップス役 - ジョナ・ヒル - 『ウルフ・オブ・ウォールストリート』 - ドニー・アゾフ役 | - ルピタ・ニョンゴ - 『それでも夜は明ける』 - パッツィー役 - サリー・ホーキンス - 『ブルージャスミン』 - ジンジャー役 - ジェニファー・ローレンス - 『アメリカン・ハッスル』 - ロザリン・ローゼンフェルド役 - ジュリア・ロバーツ - 『8月の家族たち』 - バーバラ・ウェストン＝フォーダム役 - ジューン・スキッブ - 『ネブラスカ ふたつの心をつなぐ旅』 - ケイト・グラント役 |
| 脚本賞 | 脚色賞 |
| - 『her/世界でひとつの彼女』 - スパイク・ジョーンズ - 『アメリカン・ハッスル』 - エリック・ウォーレン・シンガー、デヴィッド・O・ラッセル - 『ブルージャスミン』 - ウディ・アレン - 『ダラス・バイヤーズクラブ』 - クレイグ・ボーテン、メリッサ・ウォーラック - 『ネブラスカ ふたつの心をつなぐ旅』 - ボブ・ネルソン | - 『それでも夜は明ける』 - ジョン・リドリー - ソロモン・ノーサップの回想録『12イヤーズ・ア・スレーブ』より - 『ビフォア・ミッドナイト』 - リチャード・リンクレイター、ジュリー・デルピー、イーサン・ホーク - リチャード・リンクレイター、キム・クリザン創造のキャラクターより - 『キャプテン・フィリップス』 - ビリー・レイ - リチャード・フィリップス、ステファン・タルティの書籍『キャプテンの責務』より - 『あなたを抱きしめる日まで』 - スティーヴ・クーガン、ジェフ・ポープ - マーティン・シックススミスのノンフィクション本『あなたを抱きしめる日まで』より - 『ウルフ・オブ・ウォールストリート』 - テレンス・ウィンター - ジョーダン・ベルフォートの回想録『ウォール街狂乱日記 - 「狼」と呼ばれた私のヤバすぎる人生』より |
| 長編アニメ映画賞 | 外国語映画賞 |
| - 『アナと雪の女王』 - クリス・バック、ジェニファー・リー、ピーター・デル・ヴェッチョ - 『クルードさんちのはじめての冒険』 - カーク・デミッコ、クリス・サンダース、クリスティン・ベルソン - 『怪盗グルーのミニオン危機一発』 - ピエール・コフィン、クリス・ルノー、クリス・メレダンドリ - 『くまのアーネストおじさんとセレスティーヌ』 - バンジャマン・レネール、ディディエ・ブリュネール - 『風立ちぬ』 - 宮崎駿、鈴木敏夫 | - 『グレート・ビューティー/追憶のローマ』 ( イタリア)、イタリア語 - パオロ・ソレンティーノ監督 - 『オーバー・ザ・ブルースカイ』 ( ベルギー)、オランダ語 - フェリックス・ヴァン・フルーニンゲン - 『消えた画 クメール・ルージュの真実』 ( カンボジア)、フランス語 - リティ・パニュ監督 - 『偽りなき者』 ( デンマーク)、デンマーク語 - トマス・ヴィンターベア監督 - 『オマールの壁』 ( パレスチナ)、アラビア語 - ハニ・アブ・アサド監督 |
| 長編ドキュメンタリー映画賞 | 短編ドキュメンタリー映画賞 |
| - 『バックコーラスの歌姫たち』 - モーガン・ネヴィル、ケイトリン・ロジャーズ、ギル・フリーゼン (死後受賞) - 『アクト・オブ・キリング』 - ジョシュア・オッペンハイマー、シーネ・ビルゲ・ソーレンセン - 『キューティー&ボクサー』 - ザカリー・ヘインザーリング、リディア・ディーン・ピルチャー - Dirty Wars - リチャード・ローリー、ジェレミー・スケイヒル - The Square - ジェヘイン・ヌジェーム、カリム・アーメル | - The Lady in Number 6: Music Saved My Life - マルコルム・クラーク、ニコラス・リード - Cavedigger - ジェフリー・カロフ - Facing Fear - ジェイソン・コーエン - Karama Has No Walls - サラ・イスハーク - Prison Terminal: The Last Days of Private Jack Hall - エドガー・バレンズ |
| 短編実写映画賞 | 短編アニメ映画賞 |
| - 『ヘリウム』 - アンダース・ウォルター、キム・マグヌッソン - No Era Yo - エステバン・クレスポ - 『全てを失う前に』 - グザヴィエ・ルグラン、アレクサンドル・ガヴラス - 『結婚式の朝』 - セルマ・ヴィルフネン、キルシッカ・サーリ - 『ミスター・ヴォーマン』 - マーク・ギル、ボールドウィン・リー | - 『ミスター・ウブロ』 - ローラン・ウィッツ、アレクサンドル・エスピガル - Feral - ダニエル・ソウザ、ダン・ゴールデン - 『ミッキーのミニー救出大作戦』 - ローレン・マクマラン、ドロシー・マッキム - 『九十九』 - 森田修平 - Room on the Broom - マックス・ラング、ジャン・ラシャウア |
| 作曲賞 | 歌曲賞 |
| - スティーヴン・プライス - 『ゼロ・グラビティ』 - ジョン・ウィリアムズ - 『やさしい本泥棒』 - ウィリアム・バトラー、オーウェン・パレット - 『her/世界でひとつの彼女』 - アレクサンドル・デスプラ - 『あなたを抱きしめる日まで』 - トーマス・ニューマン - 『ウォルト・ディズニーの約束』 | - 「レット・イット・ゴー」 - 『アナと雪の女王』 - 作曲・作詞: クリステン・アンダーソン＝ロペス、ロバート・ロペス - 「Happy」 - 『怪盗グルーのミニオン危機一発』 - 作曲・作詞: ファレル・ウィリアムス - "The Moon Song" -『her/世界でひとつの彼女』 - 作曲: カレンO、作詞: カレンO、スパイク・ジョーンズ - 「オーディナリー・ラヴ」 - 『マンデラ 自由への長い道』 - 作曲: ポール・ヒューソン、デヴィッド・エヴァンス、アダム・クレイトン、ラリー・マレン、作詞: ポール・ヒューソン |
| 音響編集賞 | 録音賞 |
| - 『ゼロ・グラビティ』 - グレン・フリーマントル - 『オール・イズ・ロスト 〜最後の手紙〜』 - スティーヴ・ボーデッカー、リチャード・ハイムンス - 『キャプテン・フィリップス』 - オリヴァー・ターニー - 『ホビット 竜に奪われた王国』 - ブレント・バージ、クリス・ウォード - 『ローン・サバイバー』 - ウィリー・ステイトマン | - 『ゼロ・グラビティ』 - スキップ・リーヴセイ、ニヴ・アディリ、クリストファー・ベンステッド、クリス・ムンロ - 『キャプテン・フィリップス』 - クリス・バードン、マーク・テイラー、マイク・プレストウッド・スミス、クリス・ムンロ - 『ホビット 竜に奪われた王国』 - クリストファー・ボイズ、マイケル・ヘッジス、マイケル・セマニック、トニー・ジョンソン - 『インサイド・ルーウィン・デイヴィス 名もなき男の歌』 - スキップ・リーヴセイ、グレッグ・オルロフ、ピーター・F・カーランド - 『ローン・サバイバー』 - アンディ・コヤマ、ビュー・ボーダーズ、デヴィッド・ブラウンロー |
| 美術賞 | 撮影賞 |
| - 『華麗なるギャツビー』 - プロダクション・デザイン: キャサリン・マーティン、セット・デコレーション: ビヴァリー・ダン - 『それでも夜は明ける』 - プロダクション・デザイン: アダム・ストックハウゼン、セット・デコレーション: アリス・ベイカー - 『アメリカン・ハッスル』 - プロダクション・デザイン: ジュディー・ベッカー、セット・デコレーション: ヘザー・レフラー - 『ゼロ・グラビティ』 - プロダクション・デザイン: アンディ・ニコルソン、セット・デコレーション: ロジー・グッドウィン、ジョアン・ウールラード - 『her/世界でひとつの彼女』 - プロダクション・デザイン: K・K・バレット、 セット・デコレーション: ジーン・セルデーナ | - 『ゼロ・グラビティ』 - エマニュエル・ルベツキ - 『グランド・マスター』 - フィリップ・ル・スール - 『インサイド・ルーウィン・デイヴィス 名もなき男の歌』 - ブリュノ・デルボネル - 『ネブラスカ ふたつの心をつなぐ旅』 - フェドン・パパマイケル - 『プリズナーズ』 - ロジャー・ディーキンス |
| メイクアップ&ヘアスタイリング賞 | 衣裳デザイン賞 |
| - 『ダラス・バイヤーズクラブ』 - アドルイーサ・リー、ロビン・マシューズ - 『ジャッカス/クソジジイのアメリカ横断チン道中』 - スティーブン・プローティー - 『ローン・レンジャー』 - ジョエル・ハーロウ、グロリア・パスカ＝キャスニー | - 『華麗なるギャツビー』 - キャサリン・マーティン - 『それでも夜は明ける』 - パトリシア・ノリス - 『アメリカン・ハッスル』 - マイケル・ウィルキンソン - 『グランド・マスター』 - ウィリアム・チャン - 『エレン・ターナン 〜ディケンズに愛された女〜』 - マイケル・オコナー |
| 編集賞 | 視覚効果賞 |
| - 『ゼロ・グラビティ』 - アルフォンソ・キュアロン、マーク・サンガー - 『それでも夜は明ける』 - ジョー・ウォーカー - 『アメリカン・ハッスル』 - ジェイ・キャシディ、アラン・ボームガーテン、クリスピン・ストラザーズ - 『キャプテン・フィリップス』 - クリストファー・ラウズ - 『ダラス・バイヤーズクラブ』 - ジョン・マック・マクマーフィー、マーティン・ペンサ | - 『ゼロ・グラビティ』 - ティム・ウェバー、クリス・ローレンス、デイヴ・シャーク、ニール・コーボールド - 『ホビット 竜に奪われた王国』 - ジョー・レッテリ、エリック・セインドン、デヴィッド・クレイトン、エリック・レイノルズ - 『アイアンマン3』 - クリストファー・タウンゼント、ガイ・ウィリアムズ、エリック・ナッシュ、ダン・サディック - 『ローン・レンジャー』 - ティム・アレキサンダー、ゲイリー・ブロズニッチ、エドソン・ウィリアムズ、ジョン・フレイザー - 『スター・トレック イントゥ・ダークネス』 - ロジャー・ガイエット、パトリック・タバック、ベン・グロスマン、バート・ダルトン |

## 名誉賞

### アカデミー名誉賞
- アンジェラ・ランズベリー
- スティーヴ・マーティン
- ピエロ・トージ（英語版）

### ジーン・ハショルト友愛賞
- アンジェリーナ・ジョリー

## 受賞・ノミネート数統計
| 獲得した賞の数 | 映画                         |
| -------------- | ---------------------------- |
| 7              | 『ゼロ・グラビティ』         |
| 3              | 『ダラス・バイヤーズクラブ』 |
| 3              | 『それでも夜は明ける』       |
| 2              | 『アナと雪の女王』           |
| 2              | 『華麗なるギャツビー』       |

| 獲得した賞の数 | 名前                     | カテゴリ (対象作品)                             |
| -------------- | ------------------------ | ----------------------------------------------- |
| 2              | アルフォンソ・キュアロン | 監督賞、編集賞 (『ゼロ・グラビティ』)           |
| 2              | キャサリン・マーティン   | 衣裳デザイン賞、美術賞 (『華麗なるギャツビー』) |

| ノミネート数 | 映画                                                  |
| ------------ | ----------------------------------------------------- |
| 10           | 『アメリカン・ハッスル』                              |
| 10           | 『ゼロ・グラビティ』                                  |
| 9            | 『それでも夜は明ける』                                |
| 6            | 『キャプテン・フィリップス』                          |
| 6            | 『ダラス・バイヤーズクラブ』                          |
| 6            | 『ネブラスカ ふたつの心をつなぐ旅』                   |
| 5            | 『her/世界でひとつの彼女』                            |
| 5            | 『ウルフ・オブ・ウォールストリート』                  |
| 4            | 『あなたを抱きしめる日まで』                          |
| 3            | 『ブルージャスミン』                                  |
| 3            | 『ホビット 竜に奪われた王国』                         |
| 2            | 『8月の家族たち』                                     |
| 2            | 『怪盗グルーのミニオン危機一発』                      |
| 2            | 『アナと雪の女王』                                    |
| 2            | 『グランド・マスター』                                |
| 2            | 『華麗なるギャツビー』                                |
| 2            | 『インサイド・ルーウィン・デイヴィス 名もなき男の歌』 |
| 2            | 『ローン・レンジャー』                                |
| 2            | 『ローン・サバイバー』                                |

| ノミネート数 | 名前                     | カテゴリ (対象作品)                                                                  |
| ------------ | ------------------------ | ------------------------------------------------------------------------------------ |
| 3            | アルフォンソ・キュアロン | 作品賞、監督賞、編集賞 (『ゼロ・グラビティ』)                                        |
| 3            | スパイク・ジョーンズ     | 作品賞、脚本賞、歌曲賞 (『her/世界でひとつの彼女』)                                  |
| 2            | スティーヴ・クーガン     | 作品賞、脚色賞 (『あなたを抱きしめる日まで』)                                        |
| 2            | ミーガン・エリソン       | 作品賞 (『her/世界でひとつの彼女』と『アメリカン・ハッスル』)                        |
| 2            | スキップ・リーヴセイ     | 録音賞 (『ゼロ・グラビティ』と『インサイド・ルーウィン・デイヴィス 名もなき男の歌』) |
| 2            | キャサリン・マーティン   | 衣裳デザイン賞、美術賞 (『華麗なるギャツビー』)                                      |
| 2            | スティーヴ・マックイーン | 作品賞、監督賞 (『それでも夜は明ける』)                                              |
| 2            | クリス・ムンロ           | 録音賞 (『ゼロ・グラビティ』と『キャプテン・フィリップス』)                          |
| 2            | デヴィッド・O・ラッセル  | 監督賞、脚本賞(『アメリカン・ハッスル』)                                             |

## プレゼンターとパフォーマー

### プレゼンター
| 名前                                                | 役割 |
| --------------------------------------------------- | --- |
| アン・ハサウェイ                                    | 助演男優賞のプレゼンター |
| ジム・キャリー                                      | 「animated heroes」モンタージュのプレゼンター                                                                                    |
| ケリー・ワシントン                                  | ファレル・ウィリアムズによる「Happy」のパフォーマンスの紹介                                                                      |
| サミュエル・L・ジャクソン ナオミ・ワッツ            | 衣裳デザイン賞、メイクアップ&ヘアスタイリング賞のプレゼンター                                                                    |
| ハリソン・フォード                                  | 作品賞セグメントでの『アメリカン・ハッスル』、『ダラス・バイヤーズ・クラブ』、『ウルフ・オブ・ウォールストリート』のプレゼンター |
| チャニング・テイタム                                | 「the six winners of the Team Oscar contest」の紹介                                                                              |
| マシュー・マコノヒー キム・ノヴァク                 | 短編アニメ映画賞、長編アニメ映画賞のプレゼンター                                                                                 |
| サリー・フィールド                                  | 「real life heroes」モンタージュのプレゼンター                                                                                   |
| ジョゼフ・ゴードン＝レヴィット エマ・ワトソン       | 視覚効果賞のプレゼンター |
| ザック・エフロン                                    | カレンOとエズラ・クーニグによる「The Moon Song」のパフォーマンスの紹介                                                           |
| ケイト・ハドソン ジェイソン・サダイキス             | 短編実写映画賞、短篇ドキュメンタリー映画賞のプレゼンター                                                                         |
| ブラッドリー・クーパー                              | 長編ドキュメンタリー映画賞のプレゼンター                                                                                         |
| ケヴィン・スペイシー                                | アカデミー名誉賞、ジーン・ハーショルト友愛賞のセグメントのプレゼンター                                                           |
| ヴィオラ・デイヴィス ユアン・マクレガー             | 外国語映画賞のプレゼンター |
| タイラー・ペリー                                    | 作品賞セグメントでの『ネブラスカ ふたつの心をつなぐ旅』、『her/世界でひとつの彼女』、『ゼロ・グラビティ』のプレゼンター          |
| ブラッド・ピット                                    | U2による「Ordinary Love」のパフォーマンスの紹介                                                                                  |
| クリステン・ベル マイケル・B・ジョーダン            | アカデミー科学技術賞、ゴードン・E・ソーヤー記念賞のセグメントのプレゼンター                                                      |
| クリストフ・ヴァルツ                                | 助演女優賞のプレゼンター |
| シェリル・ブーン・アイザックス                      | Academy museum of motion picturesの2017年オープンを知らせるスペシャルプレゼンテーション                                          |
| エイミー・アダムス ビル・マーレイ                   | 撮影賞のプレゼンター |
| アナ・ケンドリック ガボレイ・シディベ               | 編集賞のプレゼンター |
| ウーピー・ゴールドバーグ                            | 『The Wizard of Oz 75th anniversary』トリビュートの紹介、P!NKによる「虹の彼方に」のパフォーマンスの紹介                          |
| ベネディクト・カンバーバッチ ジェニファー・ガーナー | 美術賞のプレゼンター |
| グレン・クローズ                                    | 『イン・メモリアル』トリビュートの紹介                                                                                           |
| ジョン・トラボルタ                                  | クリステン・ベルによる「レット・イット・ゴー」のパフォーマンスの紹介                                                             |
| ジェシカ・ビール ジェイミー・フォックス             | 作曲賞、歌曲賞のプレゼンター |
| ペネロペ・クルス ロバート・デ・ニーロ               | 脚色賞、脚本賞のプレゼンター |
| シドニー・ポワチエ アンジェリーナ・ジョリー         | 監督賞のプレゼンター |
| ダニエル・デイ＝ルイス                              | 主演女優賞のプレゼンター |
| ジェニファー・ローレンス                            | 主演男優賞のプレゼンター |
| ウィル・スミス                                      | 作品賞のプレゼンター |

### パフォーマー
| 名前                     | 役割                       | パフォーマンス内容                                                                           |
| ------------------------ | -------------------------- | -------------------------------------------------------------------------------------------- |
| ウィリアム・ロス         | ミュージカル・アレンジャー | オーケストラ                                                                                 |
| ファレル・ウィリアムズ   | パフォーマー               | 「Happy」 - 『怪盗グルーのミニオン危機一発』                                                 |
| カレンO エズラ・クーニグ | パフォーマー               | 「ザ・ムーン・ソング」 - 『her/世界でひとつの彼女』                                          |
| U2                       | パフォーマー               | 「オーディナリー・ラヴ」 - 『マンデラ 自由への長い道』                                       |
| P!NK                     | パフォーマー               | 「虹の彼方に」 - 『オズの魔法使』（『The Wizard of Oz 75th anniversary』トリビュートの一部） |
| ベット・ミドラー         | パフォーマー               | 「Wind Beneath My Wings」（『イン・メモリアル』セグメントの一部）                            |

## 騒動
- 歌曲賞にノミネートされた「Alone, Yet Not Alone」（『Alone Yet Not Alone』より）が候補を取り消された。理由は、作曲者であるブルース・ブロートンがアカデミー前理事、アカデミー賞音楽部門の執行委員会委員という立場を利用して選考委員に自分の作品に投票するように働きかけていたためである[17][18]。新しい候補の追加はなく、今回の歌曲賞は4作品の中から選ばれる[19]。候補の取り消しは第65回アカデミー賞において、『A Place in the World』が外国語映画賞の候補資格を取り消されたこと以来の出来事である。
- 授賞式において、司会のエレン・デジェネレスはオープニングから壇上で写真を撮ったり[20]、会場のドルビー・シアターまで宅配ピザを頼んだりして話題となった[21]。さらには、｢最もリツイートが多いっていうオスカーの歴史を作りたいから、一緒に写真に写ってくれない？｣とメリル・ストリープに呼びかけ、ブラッドリー・クーパー、ケヴィン・スペイシーら[22]と一緒に写った写真を自身のTwitterにアップロードした[23]。すると、一瞬で10万件以上のRTを記録し、全世界でTwitterへのアクセスが困難になる事態にまでなった[24][20]。最終的にRTは190万回以上となり、バラク・オバマが保有していたRT最高記録を更新した[25]。
- アカデミー賞歌曲賞にノミネートされた『アナと雪の女王』の主題歌「レット・イット・ゴー」のライブパフォーマンスの際に、プレゼンターのジョン・トラボルタが、カンニングペーパーがあったにもかかわらず、イディナ・メンゼルの名前を「アデル・ダジーム」と言い間違えた[26]。批判もあったが、ネット上ではアデル・ダジームというTwitterアカウントが出現し多くのフォロワーを集めたり、入力した名前を全く違うものに変える「アデル・ダジーム・ネームジェネレーター」が作られたりした[27]。3月5日にトラボルタは代理人を通じて謝罪コメントを発表した[28]。なお、この件に関して、イディナは「ステージ上で一瞬戸惑ったけれど、別に気にしてはいない」と述べている[29]。

## 記録

### ノミネート・受賞
ウディ・アレンは今回のノミネートでアカデミー脚本賞への通算ノミネート記録を16回とした。この記録は自身が第84回アカデミー賞で更新した脚本賞への最多ノミネート記録を更新するものである。
アカデミー主演男優賞にノミネートされたブルース・ダーンはノミネーション発表時、77歳と226日であった。これは、リチャード・ファーンズワース(ノミネート時79歳と167日)に次ぐ高齢記録である。
アカデミー主演女優賞にノミネートされたメリル・ストリープは自身の持つ演技賞最多ノミネート記録を18に更新した。

### 視聴率
今回の授賞式の視聴者数は4300万人となり、過去10年間で最高の数字となった。その主な要因は司会者のエレン・デジェネレスの人気、興行的に成功を収めた映画が数多くノミネートされたこと、授賞式自体のソーシャルメディアを重視した構成が若年層を引き付けたことである。